# Житомирский округ
Житомирский округ (укр. Житомирська округа; с сентября 1925 года — Волынский округ, укр. Волинська округа) — единица административного деления Украинской ССР, существовавшая с апреля 1923 по июль 1930 года и с апреля 1936 по сентябрь 1937 года. Административный центр — город Житомир.

## Округ в 1923—1930 годах
Житомирский округ образован в 1923 году в составе Волынской губернии. Изначально делился на 14 районов. Районное деление неоднократно менялось.
В июне 1925 года губернии на Украине были упразднены, и округ перешёл в прямое подчинение Украинской ССР.
В сентябре 1925 года округ переименован в Волынский.
По данным 1926 года в состав округа входили город Житомир, Барановский, Володарский, Иванковский, Коростышевский, Мархлевский, Новоград-Волынский, Потиевский, Пулинский, Радомышльский, Романовский, Трояновский, Черняховский и Ярунский районы.
Округ упразднён в июле 1930, как и большинство округов СССР. Районы переданы в прямое подчинение Украинской ССР.
По данным переписи 1926 года численность населения составляла 690,1 тыс. чел. В том числе украинцы — 66,8 %; поляки — 12,6 %; евреи — 9,5 %; немцы — 7,3 %; русские — 2,9 %, городское население — 20,6 %.

## Округ в 1936—1937 годах
Вторично Житомирский округ был образован 29 апреля 1936 года в составе Киевской области УССР. В округ вошли город Житомир, Володарско-Волынский, Коростышевский, Потиевский, Радомышльский, Трояновский и Черняховский районы. 22 сентября 1937 года Житомирский округ был упразднён, а его территория вошла в новую Житомирскую область.